# Markocin (Poméranie-Occidentale)
Pour les articles homonymes, voir Markocin.
Markocin est une localité polonaise de la gmina mixte de Cedynia, située dans le powiat de Gryfino en voïvodie de Poméranie-Occidentale. Elle se situe à environ 45 km au sud-ouest de la ville Gryfino et 65 km au sud-ouest de la capitale régionale Szczecin.

## Géographie

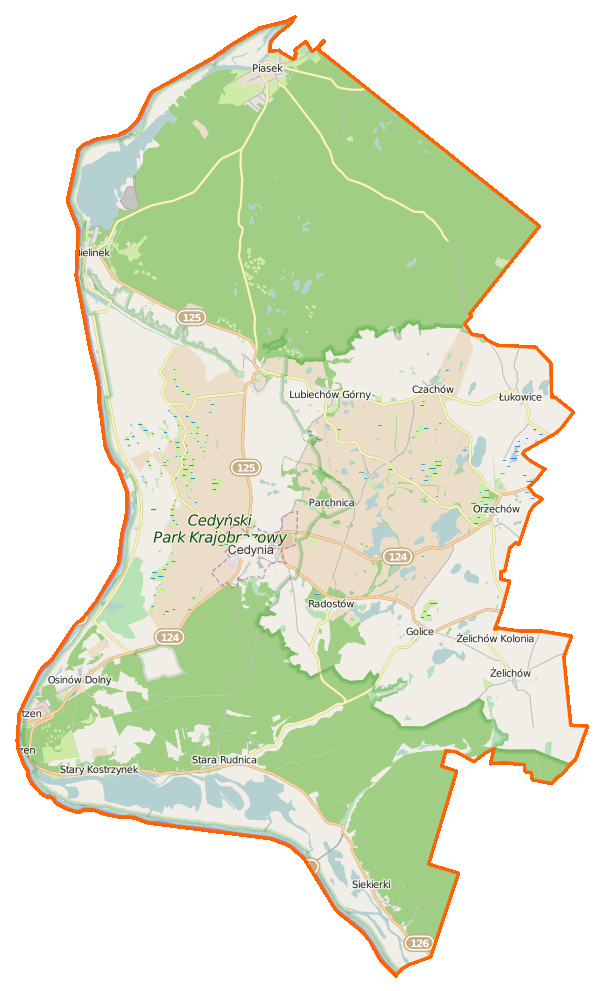
Carte de la gmina de Cedynia.